# Belvedere (Californië)
Belvedere is een stadje (city) in Marin County, in de Amerikaanse staat Californië. Er wonen zo'n 2000 mensen in het rijke stadje, dat een van de rijkste plaatsen in Californië en de VS is.

## Geografie

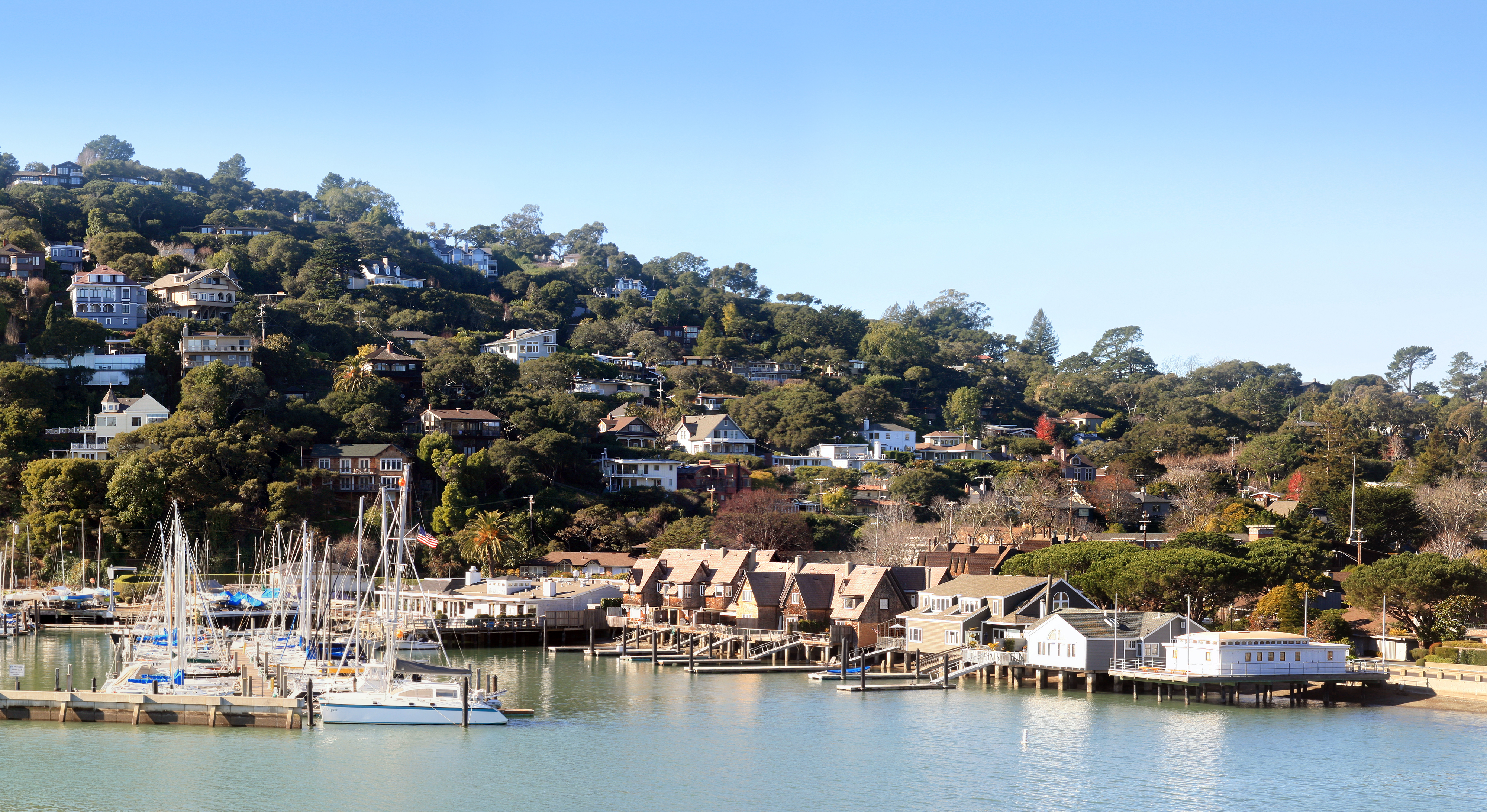
Jachthaven van Belvedere.

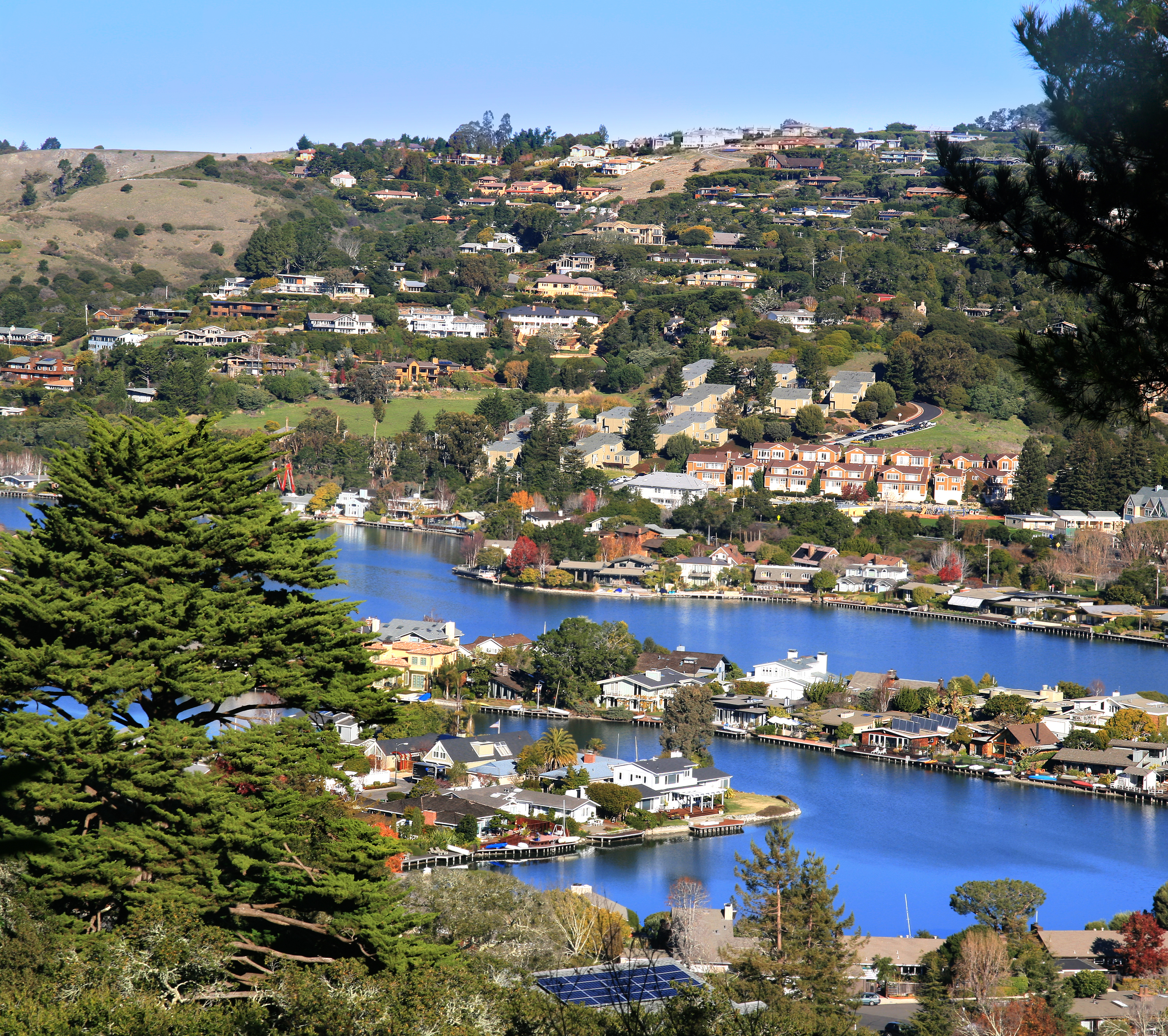
Zicht op Belvedere vanuit Tiburon. Het water is de Belvedere Lagoon.

Volgens het United States Census Bureau beslaat de plaats een oppervlakte van 6,234 km², waarvan 1,345 km² land en 4,889 km² water is.
Belvedere ligt op het Belvedere Island, een klein eiland ten zuiden van het schiereiland Tiburon dat er door twee dijken mee verbonden is. Het water tussen de twee dijken is de Belvedere Lagoon. Ten noordoosten van Belvedere ligt het wat grotere Tiburon. Het ligt zo'n 2,5 km ten noordoosten van Sausalito en wordt ervan gescheiden door de Richardson Bay. De stad San Francisco ligt ongeveer 6 kilometer ten zuiden. Ten zuidoosten van Belvedere en Tiburon ligt Angel Island.

## Demografie
Bij de volkstelling van 2010 werd het aantal inwoners vastgesteld op 2068, een daling ten opzichte van 2125 in het jaar 2000. De etnische samenstelling van Belvedere was als volgt: 93,8% blank, 2,8% Aziatisch, 0,3% van de eilanden in de Stille Oceaan en 0,1% Afro-Amerikaans. Daarnaast was 0,9% van een ander ras en 2,0% van twee of meer rassen. Van de totale bevolking gaf 3,5% aan Hispanic of Latino te zijn.
In 2000 had Belvedere het hoogste per capita inkomen van Californië.

## Politiek
Belvedere is de meest Republikeinse plaats in het sterk Democratische Marin County. In oktober 2012 waren er 1520 geregistreerde kiezers in Belvedere. Daarvan was 582 (38,3%) geregistreerd als Democraat en 522 (34,3%) als Republikein.
Zoals de meeste gemeentes en stadjes in Amerika, maakt Belvedere gebruik van een council-manager system. Sandra Donnell is de huidige burgemeester, Mary Neilan wordt tewerkgesteld als stadsmanager. De gemeenteraad of city council bestaat uit vijf leden.

## Overleden
- Vivian Vance (1909-1979), actrice
- Sándor Tarics (1913-2016), Hongaars-Amerikaans waterpoloër